# McCoy Tyner
Alfred McCoy Tyner est un pianiste et compositeur de jazz américain né le 11 décembre 1938 à Philadelphie en Pennsylvanie et mort le 6 mars 2020 à Bergenfield dans le New Jersey.

## Biographie

### Jeunesse
McCoy Tyner nait le 11 décembre 1938 à Philadelphie en Pennsylvanie.
Son père chante à l'église, mais c'est sa mère, esthéticienne, qui pousse son fils à étudier le piano, ce qu'elle n'avait pas pu faire elle-même.
Il étudie successivement à la West Philadelphia Music School et la Granoff School of Music (en). Voisin des pianistes Richie et Bud Powell, il profite de leurs conseils sur l'harmonie et le jeu de pédales.
À 17 ans, il se convertit au courant dérivé de l'Islam prôné par la Communauté musulmane Ahmadiyya et prend pour nom Suleiman Said,.

### Début de carrière
Au milieu des années 1950, il joue dans des orchestres de Philadelphie, dont celui de Cal Massey. Il accompagne Kenny Dorham, Jackie McLean, Sonny Rollins ou Max Roach.
En 1956, alors qu'il a 17 ans, il rencontre John Coltrane qu'il accompagne une semaine au Red Rooster de Philadelphie. Le saxophoniste enregistre une composition de Tyner, The Believer, sur l'album éponyme (en), sorti en 1957.
En 1959, il est le pianiste du « Jazztet » codirigé par Benny Golson et Art Farmer. C'est son premier enregistrement.

### Avec John Coltrane
De 1960 à 1965, il joue dans la formation de John Coltrane, avec lequel il enregistre notamment My Favorite Things (1961), Live at the Village Vanguard, Impressions (en) ou encore A Love Supreme (1964). Il enregistre de nombreux autres albums en quartette, en quintette, ou avec un big band arrangé par Eric Dolphy, pour les labels Atlantic puis Impulse!. Le quartette composé de John Coltrane au saxophone, Tyner au piano, Jimmy Garrison à la contrebasse et Elvin Jones à la batterie est l'un des plus célèbres de l'histoire du jazz. Ce groupe reste encore aujourd'hui la figure la plus emblématique du jazz modal.
À la même période, il enregistre en leader et comme sideman dans des disques hard bop pour le label Blue Note, accompagnant, entre autres, Freddie Hubbard, Lee Morgan, Stanley Turrentine, Grant Green, Hank Mobley, Donald Byrd, Joe Henderson ou Wayne Shorter. C'est notamment à cette époque qu'il enregistre peut-être l'album le plus important de sa carrière, The Real McCoy, avec Joe Henderson, Ron Carter et Elvin Jones.

### Suite de carrière
En 1966, Tyner fonde son trio, et enregistre essentiellement sous son nom. De 1966 à 1971, même s'il continuer à enregistrer pour Blue Note, il connaît une période difficile. Il joue dans des orchestres de rhythm and blues, et accompagne notamment Ike and Tina Turner.
À partir de 1972, il signe avec le label Milestone, pour lequel il enregistre abondamment avec ses propres formations. Ces disques, en particulier Sahara (1973), nommé aux Grammy Awards, relancent la carrière du pianiste. On peut citer, comme musiciens ayant participé aux groupes du pianiste dans les années 1970, les saxophonistes Sonny Fortune, Azar Lawrence, Gary Bartz, le violoniste John Blake et le batteur Alphonse Mouzon. Sa musique mêle alors les esthétiques du jazz modal, du hard bop, du jazz fusion et du free jazz.
En 1973, Enlightenment (en), enregistré lors du Montreux Jazz Festival, remporte le prix du Disque de l'année[précision nécessaire].
En 1978, il fait une tournée remarquée avec le Milestone jazzstars (Sonny Rollins au saxophone ténor, Ron Carter à la contrebasse et Al Foster à la batterie).
McCoy Tyner a poursuivi une carrière prolifique enregistrant notamment pour Columbia, Blue Note, Elektra et d'autres labels.
En 1985, Blue Note filme un long concert en solo.
En 1987, il participe à une tournée internationale en hommage à John Coltrane, aux côtés du bassiste Avery Sharpe (en) et du batteur Louis Hayes. À la fin des années 1980, il fonde un trio avec Avery Sharpe et Aaron Scott à la batterie.
En 1995, il retrouve le label Impulse! pour Infinity (en), avec Michael Brecker. En 1997 paraît What the World Needs Now: The Music of Burt Bacharach (en), en hommage à Burt Bacharach.
En 2007, à l'occasion de la parution de Quartet (en), avec Joe Lovano, Christian McBride et Jeff « Tain » Watts, il crée son label McCoy Tyner Music, adossé à Blue Note. Sur le même label paraît l'année suivante Guitars (en), sur lequel on peut entendre Bill Frisell, Marc Ribot, John Scofield, Derek Trucks et Béla Fleck. En 2009 paraît Solo: Live from San Francisco (en), enregistré en 2007.
Il meurt le 6 mars 2020 à l'âge de 81 ans en laissant derrière lui une œuvre qui marquera profondément les pianistes, tous styles confondus,.

## Style

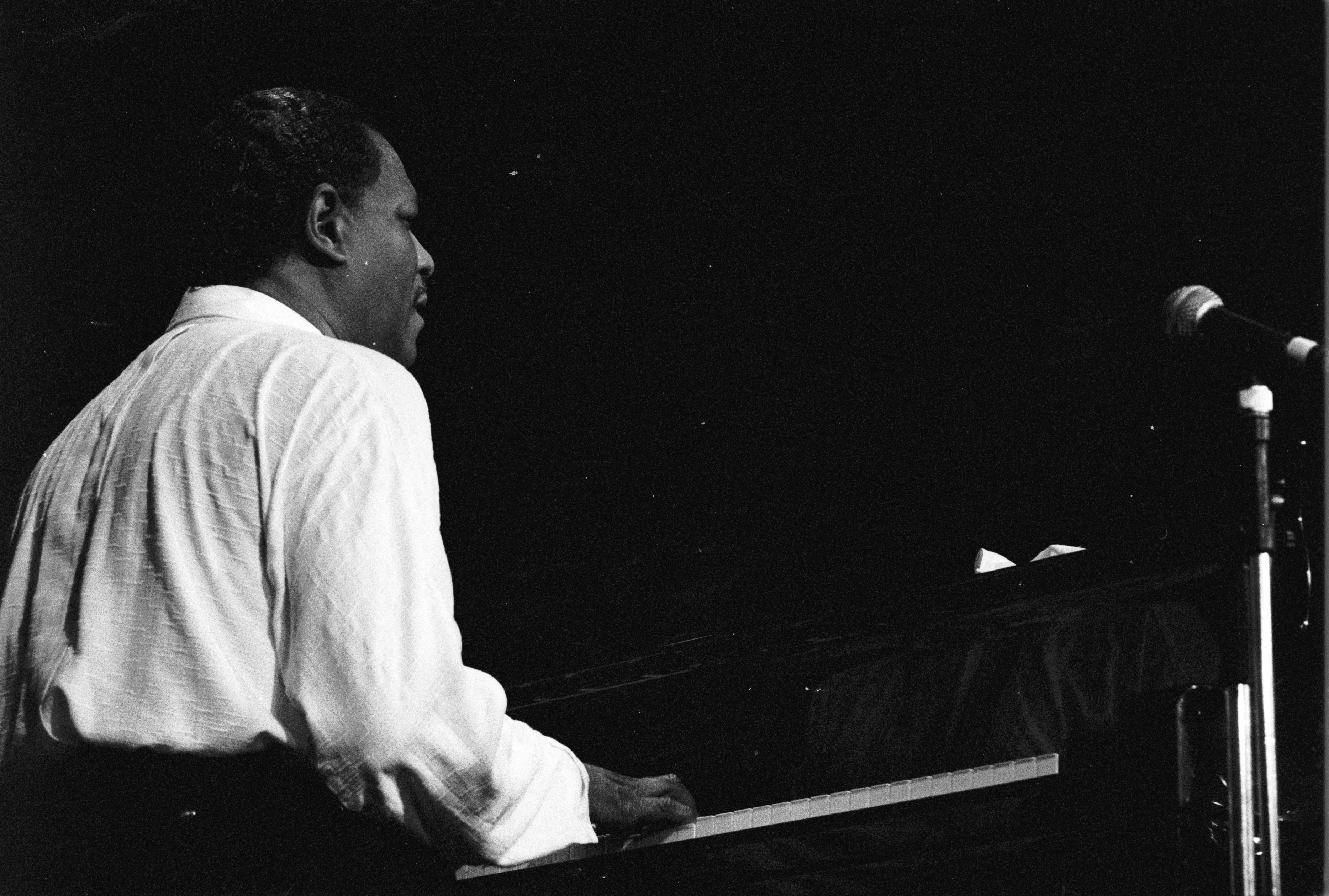
McCoy Tyner en concert à Deauville en 1989.

McCoy Tyner est un des représentants, sinon l'inventeur, de l'approche modale du jazz au piano,. C'est un musicien beaucoup imité, ce qu'il considérait comme un compliment.
Pianiste à la sonorité toujours brillante, il aime les lignes ornementales, les « longues séquences toutes en volutes, ponctuées d'accords à la main gauche qui autorisent toutes les fantaisies mélodiques ». En piano solo, son goût pour les longues phrases est exacerbé. Gaucher, il a un goût prononcé pour les lignes de basse percussives, ainsi que pour les rythmes africains. Il utilise beaucoup d'accords de quarte et de quinte, rendant son jeu très reconnaissable,.
Outre l'influence de John Coltrane, on peut discerner dans son jeu celle d'Art Tatum. Il intègre également du blues, des éléments de musique africaine, ainsi que de musique balinaise, chinoise ou japonaise.
Même si son instrument principal est le piano, il a également expérimenté avec d'autres instruments, comme le koto, la flûte, les percussions (Sahara, 1972), le clavecin ou le célesta (Trident, 1975).

## Récompenses

### Prix
- 1989 : Grammy Award du meilleur album de jazz instrumental pour Blues for Coltrane: A Tribute to John Coltrane (en)
- 1993 : Grammy Award du Meilleur album de grand ensemble de jazz pour The Turning Point (en)
- 1995 : Grammy Award du Meilleur album de grand ensemble de jazz pour Journey (en)
- 1996 : Grammy Award du meilleur album de jazz instrumental pour Infinity (en)
- 2002 : Jazz Master du National Endowment for the Arts[6]
- 2005 : Grammy Award du meilleur album de jazz instrumental pour Illuminations (en)

### Nominations
- 1972 : nomination au Grammy Award de la meilleure performance de groupe pour Sahara (en)[9]
- 1972 : nomination au Grammy Award du meilleur solo de jazz improvisé pour Sahara (en)
- 1974 : nomination au Grammy Award de la meilleure performance de groupe pour Sama Layuca (en)
- 1974 : nomination au Grammy Award du meilleur solo de jazz improvisé pour Naima
- 1978 : nomination au Grammy Award du meilleur arrangement vocal pour Rotunda
- 1989 : nomination au Grammy Award du Meilleur album de grand ensemble de jazz pour Uptown/Downtown (en)
- 2003 : nomination au Grammy Award du meilleur album de jazz instrumental pour McCoy Tyner Plays John Coltrane: Live at the Village Vanguard (en)

## Discographie

### Solo
- 1962 : Inception (Impulse!)
- 1962 : Great Moments with Mccoy Tyner (Impulse!)
- 1963 : Reaching Fourth (en) (Impulse!)
- 1963 : Nights of Ballads & Blues (en) (Impulse!)
- 1963 : Today and Tomorrow (en) (Impulse!)
- 1963 : Live at Newport (en) (Impulse!)
- 1964 : McCoy Tyner Plays Ellington (en) (Impulse!)
- 1967 : The Real McCoy (Blue Note)
- 1967 : Tender Moments (en) (Blue Note)
- 1968 : Time for Tyner (en) (Blue Note)
- 1968 : Expansions (en) (Blue Note)
- 1969 : Cosmos (en) (Blue Note)
- 1970 : Extensions (en) (Blue Note)
- 1970 : Asante (en) (Blue Note)
- 1972 : Sahara (en) (Milestone/OJC)
- 1972 : Song for My Lady (en) (Milestone/OJC)
- 1972 : Echoes of a Friend (en) (Milestone/OJC)
- 1973 : Song of the New World (Milestone/OJC)
- 1973 : Enlightenment (en) (Milestone/OJC)
- 1974 : Sama Layuca (en) (Milestone/OJC)
- 1974 : Atlantis (en) (Milestone/OJC)
- 1975 : Trident (en) (Milestone/OJC)
- 1976 : Fly with the Wind (en) (Milestone/OJC)
- 1976 : Focal Point (en) (Milestone)
- 1976 : Four Times Four (Milestone)
- 1977 : Supertrios (en) (Milestone)
- 1977 : Inner Voices (en) (Milestone)
- 1978 : The Greeting (en) (Milestone)
- 1978 : Passion Dance (en) (Milestone)
- 1978 : Together (en) (Milestone)
- 1979 : Horizon (en) (Milestone)
- 1980 : Quartets 4 X 4 (en) (Milestone)
- 1981 : 13th House (en) (Milestone)
- 1982 : La Leyenda de La Hora (en) (Columbia)
- 1982 : Looking Out (en) (Columbia)
- 1982 : Love & Peace (en), avec Elvin Jones (Trio, AMJ)
- 1984 : Dimensions (en) (Elektra)
- 1985 : It's About Time (en), avec Jackie McLean (Blue Note)
- 1985 : Just Feelin' (en) (Palo Alto Records (en))
- 1986 : Double Trios (en) (Denon)
- 1987 : Major Changes (en), avec Frank Morgan (en) (Contemporary)
- 1987 : Bon Voyage (en) (Timeless)
- 1987 : Blues for Coltrane: A Tribute to John Coltrane (en) (Impulse!)
- 1987 : Live at the Musicians Exchange Cafe (en)[10], également publié sous What's New?, The Real McCoy ou Hip Toe (Who's Who in Jazz)
- 1988 : Revelations (en) (Blue Note)
- 1988 : Uptown/Downtown (en) (Milestone)
- 1989 : Live at Sweet Basil (en) (King Records)
- 1989 : Live at Sweet Basil, Vol. 2 (King Records)
- 1989 : Things Ain't What They Used to Be (en) (Blue Note)
- 1990 : One on One (en), avec Stéphane Grappelli (Milestone)
- 1991 : Blue Bossa (en) (LRC)
- 1991 : Soliloquy (en) (Blue Note)
- 1991 : Remembering John (en) (Enja)
- 1991 : New York Reunion (en)[11] (Chesky)
- 1991 : 44th Street Suite (en) (Red Baron)
- 1991 : Solar: Live at Sweet Basil (en) (Compose)
- 1991 : Key of Soul (en) (Sweet Basil)
- 1991 : Live in Warsaw (en)[12] (Who's Who In Jazz)
- 1991 : The Turning Point (en) (Verve)
- 1991 : Bill Evans: A Tribute (Palo Alto Records, album collectif avec notamment Jimmy Rowles, Herbie Hancock, John Lewis, Dave McKenna…)
- 1993 : Hot Licks: Giant Steps (Sound Solutions)
- 1993 : Journey (en) (Verve)
- 1993 : Manhattan Moods (en) (Blue Note)
- 1994 : Prelude and Sonata (en) (Milestone)
- 1995 : Infinity (en) (Impulse!)
- 1997 : Autumn Mood (en) (Delta, enregistré en 1991)
- 1997 : What the World Needs Now: The Music of Burt Bacharach (en) (GRP)
- 1999 : McCoy Tyner and the Latin All-Stars (en) (Telarc)
- 2000 : McCoy Tyner with Stanley Clarke and Al Foster (en) (Telarc)
- 2000 : Immortal Concerts: Beautiful Love (Giants of Jazz)
- 2000 : At the Warsaw Jamboree (Starburst)
- 2000 : Jazz Roots (en) (Telarc)
- 2001 : McCoy Tyner Plays John Coltrane: Live at the Village Vanguard (en) (Impulse!, enregistré en 1997)
- 2001 : Live in Warsaw: Lady From Caracas (TIM)
- 2002 : Port au Blues (Past Perfect)
- 2002 : Suddenly (Past Perfect)
- 2003 : Land of Giants (en) (Telarc)
- 2004 : Hip Toe: Live at the Musicians Exchange Cafe 1987 (Universe)
- 2004 : Modern Jazz Archive (Membran International)
- 2004 : Illuminations (en) (Telarc)
- 2004 : Counterpoints: Live in Tokyo (en) (Milestone, enregistré en 1978)
- 2004 : Warsaw Concert 1991 (Fresh Sound)
- 2007 : Quartet (en) (McCoy Tyner Music)
- 2008 : Guitars (en) (McCoy Tyner Music)
- 2009 : Solo: Live from San Francisco (en) (McCoy Tyner Music)

### Comme sideman

#### AvecJohn Coltrane
- Like Sonny (Tracks with Tyner rec. 1960)
- Coltrane's Sound (1960, released 1964)
- Coltrane Jazz (en) (only on “Village Blues”) (1961)
- My Favorite Things (1961)
- Olé Coltrane (1962)
- Coltrane Plays the Blues (1962)
- The Coltrane Legacy (en) (compilation, 1970)
- Africa/Brass (1961)
- Live at the Village Vanguard (1961)
- Coltrane (en) (1962)
- Ballads (1963)
- John Coltrane and Johnny Hartman (1963)
- Impressions (en)
- Live at Birdland (1963)
- Crescent (1964)
- A Love Supreme (1964)
- To the Beat of a Different Drum (1965)
- The John Coltrane Quartet Plays (1965)
- Ascension (1965)
- New Thing at Newport (1965)
- Kulu Sé Mama (1965)
- Meditations (1965)
- Om (1965)
- Gleanings (1965)
- Transition (1970)
- Sun Ship (en) (1971)
- First Meditations (1977)
- Living Space (1998)

#### Autres collaborations
Avec Curtis Fuller
- Imagination (Savoy, 1959)
- Images of Curtis Fuller (Savoy, 1960)

Avec Art Farmer et Benny Golson
- Meet the Jazztet (Argo, 1960)

Avec Freddie Hubbard
- Open Sesame (1960)
- Goin' Up (1960)
- Ready for Freddie (1961)
- Blue Spirits (1964)

Avec Julian Priester
- Spiritsville (Jazzland, 1960)

Avec Joe Henderson
- Page One (1963)
- In 'N Out (1964)
- Inner Urge (1964)

Avec Art Blakey
- A Jazz Message (1964)

Avec Wayne Shorter
- Night Dreamer (1964)
- Juju (1964)
- The Soothsayer (1965)

Avec Grant Green
- Matador (1964)
- Solid (1964)

Avec Jay Jay Johnson
- Proof Positive (1964) (sur 1 titre)

Avec Lee Morgan
- Tom Cat (1964)
- Delightfulee (1966)

Avec Stanley Turrentine
- Mr. Natural (1964)
- Rough 'n' Tumble (1966)
- Easy Walker (1966)
- The Spoiler (1966)
- A Bluish Bag (1967)
- The Return of the Prodigal Son (1967)

Avec Milt Jackson
- In a New Setting (Limelight, 1964)
- Spanish Fly (1964)

Avec Hank Mobley
- A Caddy for Daddy (1965)
- A Slice of the Top (1966)
- Straight No Filter (1966)

Avec Sonny Stitt'
- Loose Walk (1966)

Avec Donald Byrd
- Mustang! (1966)

Avec Bobby Hutcherson
- Stick-Up! (1966)
- Solo / Quartet (1982)

Avec Lou Donaldson
- Lush Life (1967)

Avec Blue Mitchell
- Heads Up! (1968)

Avec Sonny Rollins, Ron Carter, et Al Foster
- Milestone Jazzstars in Concert (1978)

Avec John Blake, Jr.
- Maiden Dance (1983)

Avec Woody Shaw, Jackie McLean, Cecil McBee, et Jack DeJohnette
- One Night with Blue Note (1985)

Avec George Benson
- Tenderly (1989)

Avec Avery Sharpe
- Unspoken Words (1989)

Avec David Murray
- Special Quartet (1990)